# Tímea Babos
Tímea Babos (Šopron, 10. svibnja 1993.) je mađarska tenisačica.
Počela je trenirati tenis s 8 godina. Prvi je WTA turnir osvojila u Monterreyu u veljači 2012., pobjedom 6:4, 6:4 nad Rumunjkom Alexandrom Cadanțu. Tom je pobjedom ušla i u top 100, skočivši sa 107. na 68. mjesto WTA liste.
Treneri su joj otac Csaba Babos i Levente Baratosi. Teniski uzor joj je Jelena Dementijeva.

## Stil igre
Babos je dešnjakinja i odigrava dvoručni backhand. Igra agresivno i napadački. Omiljena joj je tvrda podloga.

## Osvojeni turniri

### Pojedinačno (1 WTA)
| Br. | Datum             | Turnir    | Suparnica u finalu | Rezultat |
| 1.  | 26. veljače 2012. | Monterrey | Alexandra Cadanțu  | 6:4, 6:4 |

## Ranking na kraju sezone
| 2009. | 2010. | 2011. | 2012. | 2013. | 2014. | 2015. | 2016. | 2017. | 2018. | 2019. |
| ----- | ----- | ----- | ----- | ----- | ----- | ----- | ----- | ----- | ----- | ----- |
| 700.  | 329.  | 145   | 90    | 45    | 21    | 11    | 15    | 7     | 3     | 3     |

## Vanjske poveznice
- Službena stranica  Arhivirana inačica izvorne stranice od 20. travnja 2012. (Wayback Machine) (mađ.)
- Profil na stranici WTA Toura (engl.)